# Réserve indienne de Nisqually
Nisqually est une réserve indienne américaine située dans l'État de Washington qui abrite des Nisqually.
En 2016, sa population s'élève à 735 habitants selon l'American Community Survey. Elle se situe dans le comté de Thurston.
Sa superficie est de 2,7 milles carrés (6,99 km2).

## Démographie
| Groupe            | Nisqually | Washington | États-Unis |
| ----------------- | --------- | ---------- | ---------- |
| Amérindiens       | 59,5      | 1,5        | 0,9        |
| Blancs            | 24,7      | 77,3       | 72,4       |
| Métis             | 10,1      | 4,7        | 2,9        |
| Océaniens         | 2,1       | 0,6        | 0,2        |
| Autres            | 1,6       | 5,2        | 6,2        |
| Asiatiques        | 1,0       | 7,2        | 4,8        |
| Afro-Américains   | 1,0       | 3,6        | 12,6       |
| Total             | 100       | 100        | 100        |
|                   |           |            |            |
| Latino-Américains | 7,7       | 11,2       | 16,7       |